# Nanohammus
Nanohammus is een kevergeslacht uit de familie van de boktorren (Cerambycidae). De wetenschappelijke naam van het geslacht werd voor het eerst geldig gepubliceerd in 1884 door Bates.

## Soorten
Nanohammus omvat de volgende soorten:
- Nanohammus aberrans (Gahan, 1894)
- Nanohammus alboplagiatus Breuning, 1944
- Nanohammus annulicornis (Pic, 1934)
- Nanohammus grangeri Breuning, 1962
- Nanohammus itzingeri (Breuning, 1935)
- Nanohammus myrrhatus (Pascoe, 1878)
- Nanohammus oshimanus Breuning & Ohbayashi, 1964
- Nanohammus rondoni Breuning, 1963
- Nanohammus rufescens Bates, 1884
- Nanohammus sinicus (Pic, 1926)
- Nanohammus subfasciatus (Matsushita, 1941)
- Nanohammus theresae (Pic, 1944)
- Nanohammus yunnana Wang & Chiang, 2000